# エフィー (プロレスラー)
テイラー・ギブソン（1990年6月7日 - ）は、エフィーのリングネームで知られるアメリカのプロレスラー。
彼は現在、ゲームチェンジャーレスリング（GCW）で働いており、GCW世界チャンピオンとして初戴冠を果たした。また、かつてアリー・キャッチと共にGCWタッグチーム王者にも輝いた経歴を持つ。
彼はまた、アメリカのインディーシーンで活躍するLGBTQレスラーに焦点を当てた、GCWブランドのイベント「エフィーズ・ビッグ・ゲイ・ブランチ」のプロモーションも行っています。彼はLGBTQ+コミュニティの一員で、公にゲイです。

## 来歴
2019年8月30日、エフィーはニック・ゲージとGCW世界王座をかけてデスマッチで対戦しました。試合に敗れたものの、彼はゲーム・チェンジャー・レスリングのプロモーションのレギュラー選手となりました。2021年10月2日、エフィーはマット・カルドーナを破り、インターネット王座を獲得しました。
2020年10月10日、ギブソンはエフィーの「ビッグ・ゲイ・ブランチ」を主催し、LGBTQのパフォーマーとアライを特集したシリーズの最初のショーを開催しました。2021年4月10日、彼は「ビッグ・ゲイ・ブランチ2」を主催しました。
2022年4月9日、パラノイドでエフィーとアリ・キャッチがGCWタッグチーム選手権を獲得しました。2022年7月29日、ザ・ピープル・ヴァース・GCWで、彼らはロスマジコス（シクロペとミエド・エクストremo）との5ウェイ・ウォーゲームズ戦でタイトルを失いました。

## 得意技
- パイルドライバー[17]
- パワーボム[18]
- ラリアット[19]
- ブロンコバスター[20]